# Abbe Lane
Abbe Lane (ur. 14 grudnia 1932) – amerykańska aktorka i piosenkarka.

## Filmografia
seriale
- 1958: Naked City jako Estelle Reeves
- 1965: F Troop jako Lorelei Duval
- 1969: The Brady Bunch jako Beebe Gallini
- 1985: Niesamowite historie jako Czarodziejka

film
- 1953: Wings of the Hawk jako Elena Noriega
- 1957: A sud niente di nuovo jako Jane
- 1960: II Mio amico Jekyll jako Mafalda
- 1983: Strefa mroku jako stewardesa

## Wyróżnienia
Posiada swoją gwiazdę na Hollywoodzkiej Alei Gwiazd.